# دهاتی (آلبوم)
دهاتی دومین آلبوم موسیقی با کلام شادمهر عقیلی  پس از آلبوم مسافر است که در اردیبهشت سال ۱۳۷۸ منتشر شد و دوباره در سال ۱۳۹۲ در ایران بازنشر شد.

## فروش
بنا بر اعلام منابع متعدد این آلبوم با ۱۰ میلیون نسخه فروش به عنوان پر فروش‌ترین آلبوم تاریخ موسیقی پاپ ایرانی، بعد از انقلاب ۱۳۵۷ ایران معرفی شده‌است.
در اردیبهشت ۱۳۹۳ و در پانزدهمین سال روز انتشار این آلبوم، صفحه رسمی شادمهر عقیلی در فیسبوک تیراژ این آلبوم را ۱۰ میلیون نسخه اعلام کرد و از آن به عنوان پر فروش‌ترین آلبوم تاریخ موسیقی پاپ ایران در بعد از انقلاب اسلامی سال ۱۳۵۷ نام برد.
غلام علمشاهی (مدیر شرکت آوای نکیسا از قدیمی‌ترین شرکت‌های تهیه و تولید آثار موسیقی در ایران) دربارهٔ پرفروش‌ترین آلبوم‌ها گفت: «آلبوم «حسرت» آقای اصفهانی حدود یک میلیون و پانصد هزار کاست فروش رفت و حدود صد هزار نسخه هم CD این آلبوم فروش رفت. آن زمان هنوز CD به این شکل باب نشده بود و بحران دانلودی هم که این روزها همه‌گیر شده، وجود نداشت؛ ولی آلبوم «دهاتی» شادمهر قطعاً پرفروش‌ترین آلبوم تاریخ موسیقی پاپ ایران است. هیچ شک و تردیدی در این موضوع نیست.»

## نکات
- ترانه‌های این آلبوم برای دریافت مجوز توسط شادمهر عقیلی بارها بازخوانی و اصلاح شد. همچنین تصویر روی جلد این آلبوم هم به سختی موفق به دریافت مجوز از ارشاد شد.
- شادمهر عقیلی در سال ۱۳۸۸ در مصاحبه‌ای با علیرضا امیرقاسمی در برنامه Un-Cut در شبکه تلویزیونی تپش اعلام کرد: «بابت خوانندگی، آهنگسازی، تنظیم و نوازندگی در این آلبوم از شرکت فارس نوا ۴۰ میلیون تومان دستمزد دریافت کردم.»
این رقم دستمزد برای یک آلبوم موسیقی در سال ۱۳۷۸ یک رکورد محسوب می‌شد. همچنین عقیلی در مصاحبه‌ای که در سال‌های اولیهٔ مهاجرتش از ایران با شبکه ماهواره‌ای PEN Tv انجام داد در پاسخ به سؤالی که دربارهٔ فروش بالای «دهاتی» که از او شد، اعلام کرد سود کلان از این فروش را شرکت تهیه‌کننده برد و نه او.
- ترانهٔ قطعه «دلخوشی» قبل از انقلاب با صدای خواننده‌ای به نام فیروزه و با آهنگی ۶/۸ در سبک کوچه بازاری منتشر شده بود که محمدعلی بهمنی ترانه‌سرای این اثر این کار را برای بازسازی با آهنگی جدید به شادمهر عقیلی و بهروز صفاریان واگذار کرد. بهروز صفاریان بر روی این ترانه آهنگ جدیدی ساخت و تنظیم کرد. هر چند اسم بهروز صفاریان بنا به دلایلی در جلد آلبوم فقط به عنوان نوازنده کیبورد ذکر شده اما سال‌ها بعد در فیسبوک رسمی شادمهر عقیلی به این موضوع اشاره شد.
- قطعه «نوایی» بازخوانی قطعه‌ای فولکلوریک است که توسط شادمهر بازسازی و تنظیم مجدد شد.
- علی رغم این که این آلبوم با همکاری موثر پدرام کشتکار تولید شد اما نام او در جلد آلبوم نیامد، دقیقا مثل آهنگ دلخوشی که در پشت کاور نامی از بهروز صفاریان برده نشد، این موضوع  باعث دلخوری بهروز صفاریان و پدرام کشتکار شده بود.

## بازنشر

تصویری از جلد جدید آلبوم دهاتی در بازنشر آن در سال ۱۳۹۲ توسط شرکت ایرانگام

در دی ۱۳۹۲ این آلبوم پس از ۱۴ سال توسط شرکت ایران‌گام با طرح جلدی جدید بازنشر شد. بازنشر این آلبوم حواشی بسیاری را به وجود آورد. و روزنامه کیهان با انتقاد به این رخداد نوشت:
«هفتهٔ گذشته شرکت ایران گام اقدام به انتشار یکی از آلبوم‌های خوانندگان لس‌آنجلسی در ایران نمود که انتشار آن بعد از مهاجرت ۱۴ ساله این مطرب به لس‌آنجلس بسیار سوال‌برانگیز بود.
جالب اینکه مدیر این مؤسسه در پاسخ خبرنگاران شگفت‌زده از انتشار آلبوم می‌گوید: «وقتی مجوز رسمی وزارت فرهنگ و ارشاد اسلامی برای تولید و نشر آثار یک خواننده یا اثر هنری صادر می‌شود تا زمانی که مراجع قضایی دستور رسمی مبنی بر توقف نشر یا مواردی از این دست صادر نکند منعی برای انتشار چندباره آن وجود ندارد.»
در حالی که برخلاف گفته‌های این تهیه‌کننده، ناشران و تهیه‌کنندگان آثار هنری موظف‌اند برای هربار نوبت انتشار، مراتب را به اطلاع زیرمجموعه‌های کتاب، موسیقی و… در وزارت ارشاد اسلامی برسانند و در صورت دادن مجوز اقدام به تکثیر و پخش آن نمایند.
مطربی که به راحتی با مجوز رسمی، کارهایش به بازار آمده‌است در شمار کسانی است که در کنار ابراهیم حامدی و یغما گلرویی در حمایت از فتنه‌گران سال ۱۳۸۸ کارهای زیادی به بازار لس‌آنجلس عرضه کرده‌است چندی پیش نیز در سالگرد این فتنه کارهایی را با مضمون رها کردن جریان سبز و قرار گرفتن در صف سلطنت‌طلبان به بازار فرستاده‌است.»
صدرالدین حسین‌خانی مدیر شرکت ایران‌گام هم در مصاحبه‌ای اعلام کرد: «آلبوم دهاتی از جمله کارهای تولید شده شادمهر عقیلی در زمان حضورش در ایران است. وی در آن زمان برای فعالیت در کشورمان مشکل قانونی نداشت و آثار دیگری چون آلبوم مسافر و بهار من نیز از جمله کارهای وی است که هم‌اکنون نیز در بازار موسیقی به فروش می‌رسد.
در مجوزی که برای انتشار آلبوم دهاتی داریم هیچ قیدی مبنی بر تعداد مشخص شده محصول برای عرضه آن در بازار موسیقی وجود ندارد و ناشر این اختیار را دارد تا زمانی که مراجع قانونی تذکری به وی نداده‌اند نسبت به انتشار اثر اقدام کند.»
خبرگزاری فارس با انتقادی شدید پیرامون انتشار مجدد این آلبوم از علی جنتی در مقاله‌ای نوشت:
«الان یعنی چه که بعد این همه سال تازه می‌خواهند آلبوم دهاتی سال ۱۳۷۸ را باز نشر کنند؟ یعنی دیگه ما هیچ مشکلی نداریم؟ اگه آلبومش خوبه چرا اون موقع منتشر نشده‌است؟ سایت تدبیر و امید دیگر نخواهد گفت شادمهر پناهنده شد بلکه میگه به آمریکا مهاجرت کرد؛ به همین دلیل است که می‌گویم علی جنتی واقعاً سر حرفش مانده‌است!»
حملهٔ رسانه‌های جناح اصول‌گرایان جمهوری اسلامی ایران به شادمهر عقیلی و انتقاد به انتشار مجدد این آلبوم توسط شرکت ایران‌گام در دوره وزارت علی جنتی بازتاب گسترده‌ای در مطبوعات و رسانه‌های فارسی‌زبان داخلی و خارجی ایجاد کرد.
همچنین گروهی از هواداران شادمهر عقیلی در شبکه‌های اجتماعی و وب سایت‌های هواداری به تغییر تصویر روی جلد این آلبوم در بازنشر آن توسط شرکت ایران‌گام اعتراض کردند.

## تیم تولید
- آهنگسازان: شادمهر عقیلی، بهروز صفاریان، سیاوش قمیشی
- تنظیم‌کنندگان: شادمهر عقیلی، بهروز صفاریان، عماد رضا نکویی پدرام کشتکار
- ترانه‌سرایان: محمدعلی بهمنی، نیلوفر لاری‌پور، جلال ابوالمعصومی، سیاوش قمیشی، طبیب اصفهانی
- نوازندگان: ویلن (سلو) و گیتار: شادمهر عقیلی
- ویلن: مازیار ظهیر الدینی، عماد رضا نکویی
- ویلن آلتو: لعیا اعتمادی، عماد رضا نکویی
- ویلونسل: کریم قربانی
- تار: شهریار فریوسفی
- کیبورد: محمد رضا عقیلی، پدرام کشتکار، بهروز صفاریان
- تومبا: سیامک پناهی
- هم خوان: الهه حمیدی
- ضبط: استودیو پاپ (ناصر فرهودی)
- عکس روی جلد: غوغا بیات
- اجرای کامپیوتر: فرزاد مرشد
- طرح: دارینوش

## فهرست آهنگ‌ها
| ردیف | نام ترانه         | ترانه‌سرا         | آهنگساز          | تنظیم کننده                 | مدّت   |
| ---- | ----------------- | ---------------- | ---------------- | --------------------------- | ----- |
| ۱    | دهاتی             | محمدعلی بهمنی    | شادمهر عقیلی     | شادمهر عقیلی و پدرام کشتکار | ۰۶:۲۰ |
| ۲    | پاییز             | سیاوش قمیشی      | سیاوش قمیشی      | شادمهر عقیلی و پدرام کشتکار | ۰۶:۰۸ |
| ۳    | نوایی             | طبیب اصفهانی     | غلامعلی پورعطایی | شادمهر عقیلی و پدرام کشتکار | ۰۴:۳۹ |
| ۴    | آسمونی (بی کلام)  | -                | شادمهر عقیلی     | شادمهر عقیلی و پدرام کشتکار | ۰۲:۵۳ |
| ۵    | دل خوشی           | محمدعلی بهمنی    | بهروز صفاریان    | بهروز صفاریان               | ۰۳:۳۰ |
| ۶    | آسمونی            | نیلوفر لاری‌پور   | شادمهر عقیلی     | شادمهر عقیلی و پدرام کشتکار | ۰۵:۱۵ |
| ۷    | نگاه پنجره        | نیلوفر لاری‌پور   | شادمهر عقیلی     | شادمهر عقیلی و پدرام کشتکار | ۰۴:۲۷ |
| ۸    | غریبه             | نیلوفر لاری‌پور   | شادمهر عقیلی     | عمادرضا نکویی               | ۰۴:۴۴ |
| ۹    | دل خوشی (بی کلام) | -                | بهروز صفاریان    | بهروز صفاریان               | ۰۳:۲۰ |
| ۱۰   | خونه              | جلال ابوالمعصومی | شادمهر عقیلی     | شادمهر عقیلی و پدرام کشتکار | ۰۵:۴۰ |